# 豐川
豐川（日语：／ Toyogawa */?）是流經愛知縣東部的豐川水系之主流，指定為一級河川。和宇連川合流以北的部分別名寒狹川。

## 地理
發源自愛知縣北設樂郡設樂町段戶山（標高1,152m），往南流經愛知縣東部山區，在長篠城址付近和宇連川合流，經過豐橋平原，在豐川市注入三河灣（渥美灣）。

## 流域自治体
愛知縣
設樂町、新城市、豐川市、豐橋市

## 支流
從上遊而下
- 當貝津川
- 巴川
- 海老川
- 音為川
- 宇連川
  - 大島川
  - 阿寺川
  - 豐川用水（分流、大野頭首工）
  - 黃柳川
- 田町川
- 野田川
- 牟呂用水（分流、牟呂松原頭首工）
- 宇利川
- 境川
- 寶川
- 間川
- 古川
- 豐川放水路（分流）
  - 善光寺川
  - 江川
- 神田川
- 朝倉川

## 脚注
1. ↑  .   [2015-10-16]. （原始内容存档于2015-12-25）.

## 關連項目
- 巴山
- 設樂水庫

## 外部連結
- 國土交通省 豐橋河川事務所（页面存档备份，存于）